# 에이브러햄 에이드리언 앨버트
에이브러햄 에이드리언 앨버트(영어: Abraham Adrian Albert, 1905~1972)는 미국의 수학자이다. 대수적 수론과 추상대수학에 공헌하였다.

## 생애
1905년 11월 9일 미국 시카고의 유대인 가정에서 태어났으며, 앨버트는 이민 2세대 미국인이었다. 1926년에 시카고 대학교에서 학사 학위를 수여받았고, 1927년에 석사 학위를, 1928년에 박사 학위를 모두 시카고 대학교에서 수여받았다.
프린스턴 대학교에서 박사 후 과정을 마친 뒤, 컬럼비아 대학교 강사가 되었다. 1931년부터 사망할 때까지 시카고 대학교 수학 교수로 있었다.
제2차 세계 대전 동안에는 암호학을 연구하였다. 전후 앨버트는 미국 해군 연구국 · 미국 국립과학재단 등에서 수학 연구 자금을 증가시키기 위해 노력하였다.
1972년 6월 6일 시카고에서 사망하였다.

## 참고 문헌
- Albert, Nancy E. (2005년 1월 18일). 《A3 & his algebra: how a boy from Chicago’s West Side became a force in American mathematics》 (영어). iUniverse. ISBN 978-0-595-32817-8. 2013년 11월 3일에 원본 문서에서 보존된 문서. 2016년 3월 29일에 확인함.